# Heinrich Bokemeyer
Heinrich Bokemeyer (auch: Bockemeyer; * 16. März 1679 in Immensen; † 7. November 1751 in Wolfenbüttel) war ein streitbarer protestantischer Kantor, Dichter, Autor und Komponist. Er wurde aufgrund seiner überdurchschnittlichen  theologischen und philosophischen Bildung und seiner umfassenden Bibliothek "unter die gelehrten Musicos" gerechnet und überregional sehr geschätzt.

## Leben und Werk

### Schul- und Studienzeit
Heinrich Bokemeyer wurde 1679 in Immensen (in der Bauernstraße Nr. 23) als Sohn des Leinwebers Andreas Bokemeyer geboren. Er war ein guter Schüler, so dass er in seiner Kindheit auch die Schulen in Burgdorf und Braunschweig besuchen konnte.
Anschließend studierte er 1702–1704 an der Universität Helmstedt Theologie, Literatur, Medizin und Naturkunde.

### Berufsleben des wahrheitsliebenden Protestanten
Bokemeyer lehrte und arbeitete später in Schulen und Kirchen. Er schrieb Aufsätze über religiöse Themen, dichtete und komponierte Musikstücke. 
1704 war er Kantor der St. Martinuskirche in Braunschweig. Aufgrund seiner 1712 erschienenen „Stachelschrift“ musste er Braunschweig verlassen, denn offensichtlich hatte ihn ein orthodoxer Theologie verdächtigt, ein Ketzer zu sein, denn er gebe offen zu, dass er Bücher von Ketzern lese. Schließlich gelte der Spruch, „gleich und gleich gesellt sich gern“ (wörtlich: „simile simili gaudet“). Die in dieser Schrift von Bokemeyer vorgetragenen Gegenargumente führten offensichtlich nicht zur Versöhnung mit dem Theologen und der Wahrheitsliebende („Alethophile“) musste die Kantorenstelle wechseln. 
Von 1712 bis 1717 war er Kantor in Husum. Der Gelehrte und Wissbegierige, der sich nur der Wahrheit allein verpflichtet fühlte, veröffentlichte 1716 eine – mit knapp 100 Seiten relativ umfangreiche – theologische Streitschrift, die eine 1714 erschienene Schrift von Leonhard Christoph Sturm betraf. Der sogenannte Zweite Abendmahlsstreit, der schon lange zuvor zwischen der lutherischen und reformierten Kirche zu unzähligen Auseinandersetzungen geführt hatte, wurde nun zwischen Sturm und Bokemeyer auf der Basis der durch den Philosophen der deutschen Frühaufklärung Christian Wolff geprägten neuen mathematischen Lehrart gefochten. Sturm versuchte in Analogie zur strengen Rationalität mathematischer Beweise (so wird die Formulierung des „mathematischen Beweises“ im Titel von Sturms Schrift verständlich) zu beweisen, dass die Lutherische Lehre in einem entscheidenden Punkt falsch sei. Bokemeyer erwiderte dies mit einem methodisch und strukturell ähnlich angelegten Text und widersprach. Das führte dazu, dass der 1716 selbstbewusst und auf der Basis zahlreicher Bibelzitate geschickt argumentierende Kantor „nach vielen Verdießlichkeiten“ die Stelle in Husum im Folgejahr 1717 ebenfalls verlassen musste.
Ab 1717 war er an der fürstlichen Schule in Wolfenbüttel tätig. Der Kantor war inzwischen aufgrund seiner Gelehrsamkeit überregional bekannt.
In der von ihm verteidigten Kontrapunktlehre hielt er sich an den „strengen Satz“ und duldete beim Komponieren dieser polyphonen Werke keine Modernismen. Dies führte ab 1722 zu einer Auseinandersetzung mit dem Hamburger Johann Mattheson, veröffentlicht 1732 als Briefwechsel mit dem Titel Die canonsche Anatomie in Matthesons Schrift Critica Musica. Der Kern des Disputs betraf die Frage nach dem Ursprung der musikalischen Gesetzmäßigkeiten. Die in der Praxis beobachteten Regeln zum Canon seien nach Bokemeyer „nicht ex Praxi entstanden“. Vielmehr müsse man den „Canon natura“ als Fundament betrachten. Da diese durch die Natur vorgegebenen Grundlagen „an sich vollkommen sind“ könnten sie „weder geändert noch verbessert“ werden. Diese Regeln müssten „nach und nach entdecket“ werden. Sofern ein Künstler durch seine Missachtung dieser naturgegebenen Regeln „Fehl-Tritte“ begangen habe, müssten im Zweifelsfalle die von der Natur vorgegebenen Regeln gegenüber seinen Fehlern korrigierend bevorzugt werden. Denn weil diese Regeln „mit der Natur gleichen Ursprung haben / so sind sie allbereit zuvor vorhanden / ehe das nachforschende Gemüth / vermittelst der Erfahrung / auf selbige geräth“. Sofern der Künstler die Natur imitieren soll, „so muss er sich nach ihren Reguln richten: solchergestalt gehet die Natur/ als Dux, voran / und die Kunst folget / als Comes hernach.“ Demzufolge stünden die Naturgesetze am Anfang der Musik und in der Kunst habe man diese zu beachten.
Mattheson stellt dieser Auffassung gegenüber, „[d]ie Regul der Natur ist / in der Music / nichts anders / als das Ohr“ und betont damit, dass die Regeln nicht von der Natur vorgegeben seien, sondern die Gesetze der Musik seien entstanden durch den subjektiv wahrnehmenden Menschen. Letztlich ist also die Frage betroffen, ob der Geist der Musik unabhängig von der Existenz der Menschen einen natürlichen göttlichen Ursprung habe, oder ob die Ursprünge der Musik mit den Gesetzmäßigkeiten der menschlichen Wahrnehmung zusammenhingen. Mattheson betont, dass „alles harmonische Kunstwerk nur secundo; die Melodie aber / primo loco stehen müsse“. Der japanische Musikwissenschaftler Kaoru Matsubara führt diese Thematik im Kontext der Kritik an der mathematischen Musikanschauung in einem Beitrag umfassend aus. Er fasst zusammen, Mattheson habe mahnen wollen vor einer übermäßigen Verehrung des mathematischen, geheimnisvollen Aspekts des Kanons. Seine Position zur „Canonischen Anatomie“ sei weder die völlige Ablehnung noch die Vereinbarung des strengen Kontrapunkts. Lorenz Christoph Mizler führt demgegenüber an, Mattheson sei das Haupt derer, die den großen Nutzen der Mathematik ohne Grund verachten. Letztlich kommt in dieser Auseinandersetzung ein Paradigmenwechsel zum Ausdruck. Musik galt seit Plato vornehmlich als ein Gegenstand der Philosophie, denn die Weltseele selbst basiere auf musikalisch-mathematischen Proportionen. Dieser in der Antike und im Mittelalter geltende grundlegende und umfassende Stellenwert der Musik, der auch theologisch gedeutet wurde, war Mattheson und seinen Anhängern nicht bekannt.
Im zweiten Teil dieser Schrift (S. 254f.) schlägt Bokemeyer Mattheson die Gründung einer Societät vor, der auch Georg Philipp Telemann angehören sollte. „Er meynet, wir drey könten fürs erste einen Anfang machen, und hiernechst würden schon andre gelehrte Musici, nach belieben, mit in die Societät treten.“ Da Bokemeyer Initiator dieser Idee war, wolle er selbst federführend in dieser Gesellschaft tätig sein. Von der Umsetzung dieser Idee durch Bokemeyer ist nichts bekannt. Allerdings gründete Mizler Lorenz Christoph Mizler eine solche Correspondierende Societät der musicalischen Wissenschaften. Mizler könnte dazu durch Bokemeyer inspiriert worden sein, denn Mizler hatte Matthesons Schrift Critica Musica sorgfältig studiert. 1739 wurde Bokemeyer als fünftes Mitglied aufgenommen. In den Jahren 1741 bis 1744 sandte Bokemeyer neun Briefe an Johann Christoph Gottsched, der mit Mizler eng verbunden war.

## Sammlung Bokemeyer
Bokemeyer erwarb von seinem Lehrer Georg Österreich dessen umfangreiche Sammlung und erweiterte sie. Die Sammlung wurde unter seinem Namen als „Sammlung Bokemeyer“ bekannt. Sie befindet sich heute in der Staatsbibliothek zu Berlin und gilt als eine der bedeutendsten Musikaliensammlungen des ausgehenden 17. und beginnenden 18. Jahrhunderts.

## Trivia
Seit 1985 heißt die Grundschule in Immensen „Heinrich-Bokemeyer-Grundschule“.

## Werke
- Das völlig entwaffnete Toiûto, Oder Ein über 3 Viertheil Jahr zurückgehaltener, nunmehr aber öffentlich ans Licht tretender Einfältiger und fest-gegründeter Beweis, Daß die neue Dollmetschung (Tit.) Herrn Leonh. Christoph. Sturms, Hoch-Fürstl. Meckl. Cammer-Raths und Bau-Directoris, Jn den Worten der Einsetzung des Heil. Abendmahls, nicht bestehen könne ..., Hamburg 1716 urn:nbn:de:gbv:3:1-219703-p0003-9 (Streitschrift zu theologischen Meinungsverschiedenheiten)
- Die kanonische Anatomie. In: Johann Mattheson: Critica Musica. Band 1. Hamburg 1722, S. 235–253; Digitalisat in der Google-Buchsuche.
- Kurzer Vorbericht an die geneigten Leser, in: Critica Musica, Bd. 2, T. 8, St. 21, 1725, S. [291]-292.
- Des Melodischen Vorhofes Erster Eingang, in: Critica Musica, Bd. 2, T. 8, St. 21, 1725, S. 292–320, Bd. 2, T. 8, St. 22, 1725, S. 321–334; Bd. 2, T. 8, St. 22 [=23], 1725, S. 345–368; Bd. 2, T. 8, St. 24, 1725, S. 369–379.
- Gespräch zwischen Orthodoxo und Aletophilo von Ketzern und Ketzerischen Schriften, Wolfenbüttel 1712 Digitalisat online (vgl. Unschuldige Nachrichten 1711, S. 921)
- Me miserum Cantate für Solotenor, für 2 Oboen und Continuo.
- Die unsägliche Nutzbarkeit Der Buchdrucker-Kunst, An dem dritten Jubel-Feste derselben, So auf Johannis-Tag, Im Jahre 1740 einfiel, In einigen poetischen Zeilen betrachtet von den sämtlichen Kunst-Verwandten Der Wieringischen Buchdruckerey in Hamburg, Andreas Sievers, Wolffenb. Georg Heinrich Hendel, Stasfurtensis, in Duc. Magdeb. Georg Wilhelm Müller, Cellensis. Gottfried Carl August Kempper, Bassensis in Hass. Johann Michael Heusinger, Berolinensis. Johann George Friedrich Schmidt, Ratzeburgensis, Hamburg (1740).
- (zusammen mit Coautor Friedrich Wilhelm Johann Andreas), Die abgelegte Amts- und Creutzes-Last, Als Der Hoch-Edle ... Herr Johann Andreas Fricke ... Schule zu Wolffenbüttel ... Rector ... selig entschlief ... Zum Denckmaal der genossenen Collegialischen Freundschaft, vorgestellet, Braunschweig 1726.
- Die wahre Ruhe des Menschen in dem Centro reiner Liebe/ Bey Ehelicher Verbindung Des Hoch-Edelgebohrnen/ ... Herrn Christoph Wolterecks/ Hoch-Fürstlichen Braunschweig-Lüneburgischen Ober-Amtmanns beym Fürstl. Residenz-Amte Wolffenbüttel/ Mit der ... Jungfer Antonetta Amalia Clara Vossen ... So den 15. Febr. 1735. bewerkstelliget wurde/ Jn etlichen Poetischen Zeilen erwogen
- Die Wolgerahtene Scholarinn, Bey Ehelicher Verbindung Des Hoch-Edlen und Groß-Achtbaren Herrn, Herrn Christoph Friedrich Pollmann, Wolbestalten Cammer- und Hof-Musici, Mit der Hoch-Edlen und Groß-Tugend-Begabten Jungfer, Jungfer Albertine Henriette Elisabeth Möhlen, Des Hoch-Edlen und Groß-Achtbaren Herrn, Herrn Johann Heinrich Möhlen, Bey des Herrn Herzog Ferdinand Albrechts Durchl. Wolbestalten ersten und ältesten Cammer-Dieners, Einzigen Jungfer Tochter, So den 25. Jul. 1730. in Wolffenbüttel erfreulichst vollzogen wurde